# 糜振玉
糜振玉（1931年10月—2022年12月24日），男，江苏无锡人，中国人民解放军中将。

## 生平
糜振玉在1951年1月参加人民解放军。1951年至1963年，在大连海军指挥学院学习，之后留校任教，先后在护卫舰、鱼雷艇大队、海军基地作战部门见习、代职，参加了1958年八二三炮战。1963年，调往中国人民解放军军事科学院，历任助理教研员、研究员、研究室主任。1985年11月起，任军事科学院副院长、博士生导师、军队高层次科技创新人才工程带教导师、国家信息中心博士后导师主席团执行主席。1993年，被授予中国人民解放军中将。 